# Eberti Marques de Toledo
Eberti Marques de Toledo (født 1. marts 1986) er en tidligere brasiliansk fodboldspiller.
Han har spillet for flere forskellige klubber i sin karriere, herunder Yokohama FC.